# Vinga (eiland)
Vinga is een klein eiland voor de kust van de stad Göteborg in Zweden en behoort tot de gemeente Göteborg in de provincie Västra Götalands län. Het eiland ligt op tien zeemijl buiten de ingang van de haven van Göteborg. Het eiland ligt aan de oostzijde van het Kattegat met aan de overzijde van dit water de plaats Skagen op het Deense eiland Vendsyssel-Thy.
Op het eiland staat de bekende Vuurtoren van Vinga. Tevens bevinden zich een rood piramidevormig dagmerk uit 1857 (een kaap) en een uitkijktoren (de oudste vuurtoren) met een grijze romp en een rood bovendeel op het eiland. Het eiland is een toeristische attractie en wordt aangedaan door boten vanuit de haven van Göteborg. Op het eiland worden rondleidingen gegeven.
De Zweedse dichter en musicus Evert Taube groeide als kind op op het eiland toen zijn vader hier werkzaam was.